# Modèle de Ramsey
 (juillet 2012).
Si vous disposez d'ouvrages ou d'articles de référence ou si vous connaissez des sites web de qualité traitant du thème abordé ici, merci de compléter l'article en donnant les références utiles à sa vérifiabilité et en les liant à la section « Notes et références ».
Le modèle de Ramsey est un modèle de croissance néoclassique mis au point par Frank Ramsey en 1928. Il vise à expliquer l'origine de la croissance économique. 
Le modèle de Ramsey diffère du modèle de Solow (1956), car il endogénéise l'épargne en considérant un consommateur altruiste qui vit une période et choisit la part de son revenu qu'il consomme et la part de son revenu qu'il lègue à ses descendants. Ramsey met ainsi l'accent sur l'aspect intergénérationnel de l'épargne : le problème de la croissance est un problème de choix entre consommation future et consommation présente. 

## Présentation générale
Le modèle de Ramsey est mis au point par Frank Ramsey en 1928. Plusieurs décennies avant Robert Solow, il met au point un modèle de croissance, c'est-à-dire une architecture mathématique qui permette de simuler le comportement d'une économie et d'expliquer les causes de la croissance.
La différence majeure entre le modèle de Ramsey et le modèle de Solow réside dans la détermination du taux d'épargne de la société. Chez Solow, le taux d'épargne est une donnée macroéconomique fixe, déterminée par la sociologie des agents économiques, conformément aux enseignements de John Maynard Keynes (l'épargne dépend de la propension marginale à consommer) ; alors que chez Ramsey, le taux d'épargne est déterminé par les agents en vertu d'un comportement d'optimisation intertemporel.
Les agents vivent et se transmettent leurs richesses sur un nombre infini de périodes, et se comporte de manière altruiste. Chaque agent décide s'il consomme aujourd'hui ou s'il épargne et investit pour consommer plus demain. La richesse sur la période suivante, lorsqu'elle a fait l'objet d'épargne, est accrue d'un taux d'intérêt. 
Le problème de la croissance relève du choix entre consommation présente et consommation différée (épargne). La croissance équilibrée est optimale si le taux de croissance démographique est égal à la différence entre le taux d'intérêt et le taux d'actualisation.
Il est présenté ici une version du modèle dans laquelle le temps est discret. Bien que le modèle original soit en temps continu, celui-ci paraît plus intuitif et donc préférable pour une première approche.

## Postulats

### Le consommateur
Le temps est discret et indexé par la variable {\displaystyle t\in \mathbb {N} }. À la date t = 0, un individu nait et ne vit qu'une période. Cet individu est décrit par une fonction d'utilité (que l'on suppose continue et deux fois différentiable) qui tient compte de l'utilité de ses 1 + n descendants pondéré par un taux de préférence pour le présent {\displaystyle \rho \geq {0}}. Plus {\displaystyle \rho } est élevé, moins l'individu est altruiste envers ses descendants. On a formellement
{\displaystyle V_{t}=U(c_{t})+{\frac {1+n}{1+\rho }}V_{t+1}.}
Soit par récurrence :
{\displaystyle V_{t}=\sum _{t=0}^{\infty }({\frac {1+n}{1+\rho }})^{t}U(c_{t})}
avec {\displaystyle U'(.)\geq {0},U''(.)\leq {0}} où U désigne la fonction d'utilité instantanée de l'agent.
On suppose également p > n afin d'accorder plus d'importance aux générations présentes.
L'individu de la date t=0 peut donc à la manière de Barro et Sala i Martín être considéré comme le « père fondateur » d'une dynastie (qui croît au taux n) et qui va chercher à  maximiser l'utilité par tête de tous les membres de sa famille vivant à chaque date t. 
Selon ce modèle, l'épargne ne vient donc pas du fait que les individus cherchent à assurer leur subsistance lorsqu'ils seront vieux (puisqu'ils ne vivent qu'une période) mais du fait qu'ils vont internaliser le bien-être de leurs enfants et vouloir donc leur léguer une partie de leur revenu.
Le consommateur fait face à une contrainte budgétaire.
À chaque date t le salaire {\displaystyle w_{t}} et le legs {\displaystyle s_{t}} qu'il laisse à ses descendants vaut ce qu'il consomme {\displaystyle c_{t}} et ce qu'il reçoit de son ascendant et partage avec ses frères et sœurs. On suppose par ailleurs qu'il existe un marché financier parfait qui rémunère les placements au taux {\displaystyle r_{t}}.
Formellement, l'agent fait donc face à la contrainte
{\displaystyle c_{t}+s_{t}=w_{t}+{\frac {1+r_{t}}{1+n}}s_{t-1}}

### Le producteur
La situation est celle d'une concurrence pure et parfaite. La firme prend donc les prix comme donnée, elle est price-taker.
À chaque date t il existe une firme qui produit l'unique bien de l'économie en quantité {\displaystyle Y_{t}}  de manière à maximiser son profit à l'aide de travail qu'il rémunère au salaire  et le capital qu'il rémunère au taux {\displaystyle r_{t}+\delta } où {\displaystyle \delta \in ]0;1]} désigne le taux de dépréciation.
La fonction de production F (.,.) est supposée à rendement constant, croissante et concave en chacun de ses arguments.
On a {\displaystyle Y_{t}=F(K_{t},L_{t})}
- {\displaystyle \forall \lambda >1;F(\lambda {K_{t}},\lambda {L_{t}})=\lambda {Y_{t}}} (rendement d'échelle constant)
- {\displaystyle \partial _{K}F(K_{t},L_{t})\geq {0}}, {\displaystyle \partial _{L}F(K_{t},L_{t})\geq {0}} (croissance en chacun des arguments)
- {\displaystyle \partial _{L^{2}}F(K_{t},L_{t})\leq {0}}, {\displaystyle \partial _{K^{2}}F(K_{t},L_{t})\leq {0}} (concavité en chacun des arguments)

## Équilibre général
Il existe quatre marchés dans cette économie que l'on considère à l'équilibre quel que soit t.
- L'équilibre sur le marché des biens s'écrit {\displaystyle Y_{t}=N_{t}c_{t}+I_{t}}, le bien produit peut être consommé ou investi
- sur le marché du capital {\displaystyle s_{t}N_{t}=K_{t+1}}, l'épargne agrégée permet la constitution du capital de demain.
- sur le marché du travail {\displaystyle N_{t}=L_{t}}, l'offre de travail, c'est-à-dire le nombre d'habitants à la date t égalise la demande de travail des firmes.

À ces équations d'équilibre on peut ajouter l'équation d'accumulation du capital
{\displaystyle K_{t+1}=I_{t}+(1-\delta )K_{t}}.
Il s'agit d'une équation comptable (toujours vraie). Elle stipule que le capital de demain dépend de ce qui est investi aujourd'hui et du capital d'aujourd'hui qui ne sera pas devenu obsolète à la prochaine période. On a également {\displaystyle Y_{t}=F(K_{t},L_{t})}
on définit par ailleurs {\displaystyle k_{t}\equiv {\frac {K_{t}}{L_{t}}}} comme étant la quantité de capital par tête. L'équation d'équilibre sur le marché des biens et l'équation d'accumulation du capital nous permet d'écrire la contrainte de ressource de l'économie :{\displaystyle F(K_{t},L_{t})=N_{t}c_{t}+(1+n)K_{t+1}-(1-\delta )K_{t}} , soit en termes de capital par tête :{\displaystyle F(k_{t},1)=c_{t}+(1+n)k_{t+1}-(1-\delta )k_{t}\Leftrightarrow {f(k_{t})=c_{t}+(1+n)k_{t+1}-(1-\delta )k_{t}}}.

## Dynamique de l'économie
Comme nous l'avons vu précédemment le programme du consommateur s'écrit
{\displaystyle \max _{c_{t}}V_{t}\quad {s/c}\quad c_{t}+s_{t}=w_{t}+{\frac {1+r_{t}}{1+n}}s_{t-1}}
en substituant la contrainte dans la fonction objectif on obtient la condition de premier ordre suivante:
{\displaystyle U'(c_{t})={\frac {1+r_{t}}{1+\rho }}U'c_{t+1}}
Cette condition est appelée règle de Keynes-Ramsey. Elle s'interprète de la façon suivante:
un euro supplémentaire consacré à la consommation présente entraîne un supplément d'utilité {\displaystyle U'(c_{t})} aujourd'hui. Le consommateur peut également épargner cet euro, il obtiendra demain {\displaystyle 1+r_{t}} euros, qui, consacrés à la consommation de demain, lui rapporteront un supplément d'utilité de {\displaystyle (1+r_{t})U'(c_{t+1})} qui, actualisé au taux d'escompte subjectif de l'agent, donne {\displaystyle {\frac {1+r_{t}}{1+\rho }}U'(c_{t+1})}. La règle de Keynes Ramsey indique que l'agent est indifférent entre ces deux solutions à l'équilibre.
Petite remarque :
{\displaystyle r_{t}\geq \rho \Rightarrow {U'(c_{t})}\geq {U'(c_{t+1})}\Rightarrow {c_{t}}\leq {c_{t+1}}}
L'équation précédente implique que si à la date t le taux d'intérêt réel est supérieur au taux d'intérêt subjectif de l'agent, alors la consommation de demain sera plus importante que celle d'aujourd'hui.
À chaque date t il existe une firme qui maximise ses profits. Son programme s'écrit
{\displaystyle \max _{K_{t};L_{t}}\Pi =F(K_{t},L_{t})-w_{t}L_{t}-(r_{t}+\delta )K_{t}}
les conditions de premier ordre sont données par
{\displaystyle \partial _{K}\Pi =0\Leftrightarrow \partial _{K}F(K_{t},L_{t})=r_{t}+\delta }
{\displaystyle \partial _{L}\Pi =0\Leftrightarrow \partial _{l}F(K_{t},L_{t})=w_{t}}
soit par tête
{\displaystyle f'(k_{t})=r_{t}+\delta }
{\displaystyle w_{t}=f(k_{t})-f'(k_{t})k_{t}}
La condition de Keynes-Ramsey peut ainsi se réécrire
{\displaystyle U'(c_{t})={\frac {1+f'(k_{t})-\delta }{1+\rho }}U'(c_{t+1})}
La dynamique de l'économie est donc décrite par un système de deux équations de récurrence en {\displaystyle k_{t},c_{t}}
{\displaystyle U'(c_{t})={\frac {1+f'(k_{t})-\delta }{1+\rho }}U'(c_{t+1})} (1)
{\displaystyle (1+n)k_{t+1}=f(k_{t})+(1-\delta )k_{t}-c_{t}} (2)
On définit une isocline comme étant l'ensemble des points du plan (k,c) tel que 
{\displaystyle k_{t}=k_{t+1}~et~c_{t}=c_{t+1}}
L'équation (1) nous donne
{\displaystyle c_{t}=c_{t+1}\Rightarrow {f'(k_{t})=\rho +\delta }}
L'équation (2) nous donne
{\displaystyle k_{t}=k_{t+1}\Rightarrow {c=f(k)-(\delta +n)k}}
Il existe donc un unique état stationnaire dans l'économie décrite par le modèle de Ramsey. Celui-ci est accessible en sentier selle c'est-à-dire que quel que soit {\displaystyle k_{0}} donné, il existe un unique niveau de consommation initiale qui permet d'atteindre cet équilibre. Le cas échéant, l'économie diverge.

## Nature de l'état stationnaire
Le lieu géométrique pour lequel la consommation ne dépend plus du temps est sur le plan (k,c) une droite qui croise l'axe des abscisses au point {\displaystyle k=k^{c_{t}=c_{t+1}}}.
Le lieu géométrique pour lequel le capital par tête est stationnaire est définie par la fonction 
{\displaystyle c(k)=f(k)-(\delta +n)k}
celle-ci s'annule en {\displaystyle k=0} et {\displaystyle {\frac {f(k)}{k}}=\delta +n}.
On définit par ailleurs le critère de la  règle d'or comme étant la quantité de capital par tête qui maximise la consommation à l'état stationnaire. Formellement :
{\displaystyle k^{or}=\operatorname {arg} \max c(k)}
Il s'agit d'un critère pour juger de la qualité de l'état stationnaire atteint par l'économie. Si le capital à l'état stationnaire est inférieur à celui de la règle d'or, alors l'économie est en sous-accumulation. Pour améliorer la situation de l'ensemble des générations futures, il faut que la génération d'aujourd'hui épargne plus, ce qui réduit son bien-être (utilité). Une économie en sous-accumulation est optimal au sens de Pareto (on rappelle qu'une situation est efficace au sens de Pareto s'il n'est pas possible d'améliorer la situation d'un individu sans détériorer celle d'un autre).
En revanche si une économie est en sur-accumulation (le capital par tête est supérieur à celui de la règle d'or) il suffit de réduire l'épargne de la génération présente et donc d'améliorer leur bien-être pour améliorer le bien-être de toutes les générations. Une économie en sur-accumulation n'est pas optimale au sens de Pareto. Ce cas est possible dans un modèle à générations imbriquées. Ici on a:
{\displaystyle k^{or}\Rightarrow {f'(k)=\delta +n}} et {\displaystyle k^{c_{t}=c_{t+1}}\Rightarrow {f'(k)=\delta +\rho }} or par hypothèse
{\displaystyle \rho \geq {n}\Rightarrow {k^{or}}\geq {k^{c_{t}=c_{t+1}}}}
Le modèle de Ramsey n'est jamais en sur-accumulation, l'équilibre stationnaire est donc optimal au sens de Pareto.